# Tonton Manu
Pour plus de détails, voir Fiche technique et Distribution.
Tonton Manu est un film documentaire biographique français, réalisé par Thierry Dechilly et Patrick Puzenat, sorti le 20 octobre 2021. Il est consacré au musicien camerounais Manu Dibango, mort en 2020. 

## Synopsis
Le film retrace d'abord son enfance à Douala, puis le reste de sa carrière.
Les réalisateurs suivent ensuite l'artiste entre ses 80 et ses 85 ans, dans un road movie sur trois continents.
Le documentaire se compose également d'interviews qui éclairent les différents visages du compositeur, musicien, journaliste, et ambassadeur de la francophonie. Ils interrogent ainsi Yannick Noah — qui l’appelle Tonton Manu —, Charlélie Couture, Ray Lema.

## Fiche technique
- Titre original : Tonton Manu
- Réalisation : Thierry Dechilly et Patrick Puzenat[4],[5]
- Scénario : Thierry Dechilly, Patrick Puzenat et Hamid Saadia[5]
- Distribution : DHR distribution, À Vif Cinémas[5]
- Pays de production :  France[5]
- Langue originale : français[5]
- Genre : documentaire biographique[5],[1]
- Durée : 90 min[5]
- Date de sortie : 
  - France : 20 octobre 2021[5]

## Historique
Les réalisateurs envisagent le tournage du film dès 2013, mais il commence finalement en 2014. Les réalisateurs suivent le musicien dans de nombreux lieux sur la planète, de New York à Kinshasa. Ils parcourent au total 98 713 km sur les traces du musicien Manu Dibango. Le tournage commence lorsque Manu Dibango a quatre-vingts ans. Il s'achève cinq ans plus tard, alors que le musicien est âgé de quatre-vingt-cinq ans,. 
Le film sort en 2021, un peu plus d'un an après la mort du chanteur des suites de la Covid-19, le 24 mars 2020.

## Récompenses
Le film est désigné « meilleur film musical » au Festival de Cannes 2021.
Le film obtient le prix du Mâcon Film Festival 2021 dans la catégorie « documentaire musical »,.
Il est sélectionné au Harlem International Film Festival (en) 2022,,.